# 森林整備センター
森林整備センター（しんりんせいびセンター）は、農林水産省所管の国立研究開発法人森林研究・整備機構の一部局である。
前身は森林農地整備センター。本部は神奈川県川崎市幸区。

## 沿革

### 森林開発公団・農用地整備公団
- 1955年　農地開発機械公団設立[2]。
- 1956年　森林開発公団設立[2]。
- 1974年　農地開発機械公団の業務を農用地開発公団に移管[2]。
- 1977年　八郎潟新農村建設事業団の業務を承継[2]。
- 1988年　農用地開発公団の業務を農用地整備公団に移管[2]。

### 緑資源公団→緑資源機構
- 1999年10月1日　森林開発公団と農用地整備公団を統合して緑資源公団が発足[2]。
- 2003年10月1日　緑資源公団を解体して独立行政法人緑資源機構が設立される[2]。
- 2007年　緑資源機構談合事件が発覚[3][4][5]。
- 2007年12月　独立行政法人整理合理化計画により緑資源機構の廃止が決定[6]。

### 森林農地整備センター
- 2008年4月1日　緑資源機構を廃止。森林総合研究所(現森林研究・整備機構)内の森林農地整備センター（海外農業開発協力業務は国際農林水産業研究センター）に移管[2]。

### 森林整備センター
- 2015年4月1日　緑資源機構から継承した農用地事業が2013年ですべて終了したため、国立研究開発法人化に伴い、森林整備センターに名称変更[2]。
- 2017年4月1日　国立研究開発法人森林研究・整備機構 森林整備センターに名称変更[2]。

## 業務
水源林造成事業を行っている。1961年から水源涵養上の重要な民有保安林のうち、無立木地や散生地など森林としての機能が低下している箇所を分収造林方式で整備する水源林造成事業を実施しており、現在までに民有保安林の約1割に相当する48万haの森林を造成した。

### 森林造成
- 森林の持つ水源かん養機能（貯水効果）を保つため、水源地域の保安林を対象に分収造林事業を行っている[8]。

### 林道保全管理
- 7つの山地（北海道山地、北上山地、最上・会津山地、飛越山地、中国山地、四国西南山地、祖母・椎葉・五木山山地）に広がる、750万haもの森林を効率的に維持していくための幹線林道の整備を行っている。 2,116kmの緑資源幹線林道が計画されており、そのうち1,263kmが完成している。（2005年10月現在）